# 2584
2584(이천오백팔십사)는 2583보다 크고 2585보다 작은 자연수다.

## 수학
- 합성수로, 그 약수는 총 16개다. (1, 2, 4, 8, 17, 19, 34, 38, 68, 76, 136, 152, 323, 646, 1292, 2584)
  - 2584의 진약수의 합은 2816이므로, 2584는 과잉수다.
- 18번째 피보나치 수다. 앞의 피보나치 수는 1597, 다음은 4181이다.
- 42번째 중심있는 삼각수다. 앞의 중심있는 삼각수는 2461, 다음은 2710이다.
- 157 이하의 모든 소수(素數)의 합이다.
- {\displaystyle 2584=7^{3}+8^{3}+9^{3}+10^{3}}
  - 연속하는 네 자연수의 세제곱합으로 나타낼 수 있으며, 이 성질을 지닌 앞의 수는 1800, 다음 수는 3572이다.
- {\displaystyle 2584=2^{5}\times 3^{4}-2^{3}}
- {\displaystyle 69^{6}-1}은 2584로 나누어떨어진다.

## 과학
- NGC 2584: 바다뱀자리 방향에 있는 나선은하.
- 2584 투르크메니아: 소행성.

## 교통
- 그레이트 노던 2584(영어판)(GN 2584): 미국의 증기 기관차.

## 기타
- 연도: 2584년, 기원전 2584년

## 같이 보기
- 2000